# Associazione nazionale della pastorizia
L'Associazione nazionale della pastorizia, c'est-à-dire association nationale de l'élevage ovin et caprin, est une association italienne responsable de l'administration de l'élevage caprin et ovin en Italie. Elle s'occupe de la maintenance des livres généalogiques de plus d'une centaine de races indigènes de chèvres et de moutons. Elle enregistre les statistiques et les soumet deux fois par an au DAD-IS, géré par la FAO, et les tient à la disposition des éleveurs du pays. Son responsable est le Dr Alberto Polvani et son siège se trouve à Rome.

## Races
L'association gère les livres généalogiques des dix-sept races principales, dont huit - l'altamurana, la comisana, la langarola, la leccese, la massese, la pinzirita, la sarde et le mouton de la vallée du Belice – sont des races laitières, et neuf – l'apennine, la barbaresque, la bergamasque, l'alpine piémontaise, la fabrianese, la gentile des Pouilles (ou mérinisée italienne), la laticauda, la mérinos italienne et la sopravissana - sont élevées pour leurs qualités de chair. L'association gère aussi les livres généalogiques des huit races principales caprines, comme la chamoisée des Alpes, la garganique, la girgentana, la jonica, la maltaise, l'orobica, la rouge méditerranéenne, la saanen et la sarde. Des livres généalogiques sont aussi gérés par l'association concernant quarante-six races ovines indigènes et quarante-trois races caprines indigènes à l'aire de répartition plus restreinte.